# Rentenbarwertfaktor
Der Rentenbarwert ist das errechnete Geldkapital, das erforderlich wäre, um Geld in Form einer Rente in einer spezifischen Höhe bei einer gegebenen Verzinsung über einen bestimmten Zeitraum zu zahlen. Umgekehrt ist der Rentenbarwert die mit einem gegebenen Zins diskontierte Zahlungsreihe gleicher Höhe, die über einen bestimmten Zeitraum fließt, also der Barwert einer Zeitrente.
Der Rentenbarwertfaktor (auch Diskontierungssummenfaktor oder Abzinsungssummenfaktor) ist der Multiplikator, der aus regelmäßigen und gleich hohen Rentenzahlung in Abhängigkeit von Zinssatz und Zahlungsdauer ihren Barwert berechnet. Der Rentenbarwertfaktor hat vor allem historische Bedeutung: Vor der universellen Verfügbarkeit von elektronischen Taschenrechnern und Personalcomputern wurden Rentenbarwertfaktoren für übliche Zinssätze und Laufzeiten in großen Tabellen angegeben. Viele finanzmathematische Berechnungen rund um die Rentenrechnung ließen sich dann relativ zügig unter Rückgriff auf die tabellierten Rentenbarwertfaktoren durchführen.

## Definition
Der Barwert einer konstanten Rente in Höhe von {\displaystyle Z}, die nachschüssig über einen Zeitraum von {\displaystyle T} Perioden (meist Jahre) geleistet wird, ergibt sich als Summe der auf den Zeitpunkt {\displaystyle t=0} abgezinsten Rentenzahlungen. Geht man von einem konstanten Periodenzinssatz {\displaystyle i} aus, so berechnet er sich als
{\displaystyle {\text{Rentenbarwert}}=Z\cdot \sum _{t=1}^{T}{1 \over \left(1+i\right)^{t}}},
also als Produkt der konstanten Rente {\displaystyle Z} und dem (nachschüssigen) Rentenbarwertfaktor
{\displaystyle {\text{RBF}}\left(i,T\right):=\sum _{t=1}^{T}{\frac {1}{(1+i)^{t}}}}.
Im Normalfall {\displaystyle i>0} lässt sich der (nachschüssige) Rentenbarwertfaktor mithilfe der folgenden geschlossenen Formel schreiben:
{\displaystyle {{\text{RBF}}\left(i,T\right)}={\frac {(1+i)^{T}-1}{(1+i)^{T}\cdot i}}}.
Werden die Zahlungen vorschüssig geleistet, so muss man diesen Faktor nur um eine Periode aufzinsen.

## Sonderfälle
Strebt der Zeitraum {\displaystyle T} gegen unendlich, so erhält man den nachschüssigen Rentenbarwertfaktor der ewigen Rente.
{\displaystyle {{\text{RBF}}\left(i,\infty \right)}={\frac {1}{i}}\quad (i>0).}
Ist die Rente um {\displaystyle n} Perioden aufgeschoben, so erhält man den entsprechenden Rentenbarwertfaktor, indem man den Rentenbarwertfaktor der sofort beginnenden Rente um {\displaystyle n} Perioden diskontiert:
{\displaystyle {{\text{RBF}}\left(i,T,n\right)}={\frac {1}{(1+i)^{n}}}\cdot {\frac {(1+i)^{T}-1}{(1+i)^{T}\cdot i}}\quad (i>0)}.

## Beispiele
- Für eine Rente, welche jährlich über einen Zeitraum von 10 Jahren gezahlt werden soll, ergibt sich bei einem Zinssatz von 5 % ein Rentenbarwertfaktor von 7,722. Beträgt die Rente z. B. 5.000 Euro, so hat sie einen Rentenbarwert von 38.610 Euro.

- Für eine aufgeschobene Rente, welche in 5 Jahren jährlich über einen Zeitraum von 10 Jahren gezahlt werden soll, ergibt sich bei einem Zinssatz von 5 % ein Rentenbarwertfaktor von 6,050. Der Barwert einer Rente von 5.000 Euro beträgt damit 30.250 Euro.

## Herleitung der Formel für den Rentenbarwertfaktor
Die Gleichung
{\displaystyle {\text{RBF}}\left(i,T\right)}={\frac {(1+i)^{T}-1}{(1+i)^{T}\cdot i}}
lässt sich wie folgt herleiten:
{\displaystyle {\text{RBF}}\left(i,T\right)=\sum _{t=1}^{T}{1 \over \left(1+i\right)^{t}}=\sum _{t=0}^{T-1}{1 \over \left(1+i\right)^{t+1}}.}
Substitution: {\displaystyle \quad q={1 \over 1+i}\quad {\text{mit  }}|q|<1}
{\displaystyle {\begin{aligned}\quad \quad \quad \quad \quad \quad \ &=\sum _{t=0}^{T-1}q^{t+1}\\&=q\sum _{t=0}^{T-1}q^{t}\\&=q\left({\frac {1-q^{T}}{1-q}}\right)\\&={\frac {q}{1-q}}(1-q^{T})\end{aligned}}}
Betrachte {\displaystyle {\frac {q}{1-q}}}: 
{\displaystyle {\frac {q}{1-q}}={\frac {\frac {1}{1+i}}{1-{\frac {1}{1+i}}}}={\frac {1}{i}}}
Resubstitution:
{\displaystyle {\begin{aligned}\quad \quad \quad \quad \quad \quad &={\frac {1}{i}}\left(1-{\frac {1}{(1+i)^{T}}}\right)\\&={\frac {(1+i)^{T}-1}{(1+i)^{T}\cdot i}}\end{aligned}}}
Dabei wurde die (Partialsummen-)Formel der geometrische Reihe verwendet.